# Cuevas del Almanzora
Cuevas del Almanzora è un comune spagnolo  situato nella comunità autonoma dell'Andalusia, provincia di Almería. 

## Geografia
Nel suo territorio (frazione di Palomares) sfocia in Mediterraneo il fiume Almanzora.